# Музеј Семберије у Бијељини
Музеј Семберије, пуног имена Јавна установа Музеј Семберије, је градски/завичајни музеј комплексног типа који има археолошку, етнолошку и историјску збирку, са преко 10.000 експоната. Подручје дјеловања Музеја је територија Семберије и Подмајевице.
Археолошка изложба обухвата материјалне остатке цивилизације од неолита до касног средњег вијека, која садржи колекцију средњовјековних натписа са 23 ћирилична натписа на старословенском језику српске редакције, као и колекцију римских камених споменика.
Етнолошка поставка садржи предмете народног живота села Семберије и староградску културу Бијељине.
Историјска поставка има назив "Кад нам прошлост не да мира" и бави се најзначајнијим елементима урбанизације Бијељине од њеног првог помена 3. марта 1446. године, са посебним акцентом на развој града након 1878. године кроз приказ најстаријих профаних и сакралних грађевина, градских цјелина, грађанских друштава, развоја школства итд. Интегрални дио ове цјелине јесте времеплов са најзначајнијим датумима у развитку града од 1878. до 1941. године.
Цјелина је заокружена приказом легата потомака двију од најстаријих српских градских породица Јовичића и Чолаковића. Легати припадају Љубици Јовичић Станчић и Родољубу Чолаковићу и његовој супрузи Милици Зорић Чолаковић.
Традиционалне музејске манифестације су Ноћ музеја, Мајска смотра ликовног стваралаштва ученика, Бијељинско бијенале, Пантелинска изложба и изложба поводом Вишњићевих дана.

## Положај и смјештај
Музеј Семберије је смјештен у Карађорђевој улици бр. 2, преко пута трга краља Петра Првог Карађорђевића у самом центру Бијељине.
Музеј "Семберије" се налази у најстаријој згради која у себи садржи 4 изложбене сале површине 105 квадратних метара и једну салу за повремене изложбе.

## Организација и статус музеја
Директор музеја је Момчило Копривица. Музеј Семберије дјелује као градски/завичајни музеј Републике Српске за подручје десет општина сјевероисточног дијела Републике Српске, са сједиштем у Семберији.
У просторијама Музеја Семберије се налазила редакција часописа „Гласник“, Удружења музеолошких радника Републике Српске, премјештена је у Музеј Републике Српске. Издавачка дјелатност музеја је врло обимна, као и велика библиотека, фонотека и колекција фотографија.

### Директори институције
- Димитрије Чолаковић (1970-1988)
- Мила Станојевић (1992)
- Мр Мирко Бабић (1992-2015)
- Момчило Копривица (2015-2016)
- Мр Радоје Богдановић (2016)
- Момчило Копривица (2016-данас)

## Историјат рада Музеја Семберије
Музеј Семберије у Бијељини настао је из Музејске збирке „Семберија“ основане 28. октобра 1970. године. Оснивање Музејске збирке највише је заговарао Димитрије Чолаковић, етнолог и историчар, професор Учитељске школе, касније и први управник Збирке. Од 1972. године Музејска збирка је започела велику акцију прикупљања археолошке, етнолошке и историјске грађе у којој су током наредне деценије, масовно учествовали и становници Семберије и подмајевичког краја. Посебна пажња посвећена је прикупљању покретних културних добара и традиционалног живота и културе народа семберско-подмајевичке области и града Бијељине из времена прве половине 20. вијека.
Музејска збирка је од 1978. године смјештена у згради „Конак“, једној од најстаријих у Бијељини, у којој се и данас налази. У новој згради од 1981. године изложена је нова стална поставка из два дијела – „Археолошки налази на тлу Семберије“ и „Живот и култура народа у Семберији“. Коначно, 2001. године Музејска збирка и званично прераста у Музеј Семберије, а 2005. године постављен је и трећи дио сталне поставке којим је представљен живот градског становништва Бијељине.
Током више деценија постојања Музеја, бројни донатори су допринијели богатству његових збирки, а по значају донација посебно се истичу легати Родољуба Чолаковића, Милице Зорић и Љубице Јовичић-Станчић.

## Стална поставка музеја (избор)
Стална поставка Музеја Семберије у Бијељини показује богату историју Бијељине, Семберије и Подмајевице.
- Намјештај, дио Легата Родољуба Чолаковића и Милице Зорић Чолаковић
- Ћирилични натписи на камену у археолошкој збирци
- Легат Родољуба Чолаковића и Милице Зорић Чолаковић
- Легат
- Етнолошка изложба, посуђе
- Етнолошка изложба, занати
- Археолошка изложба
- Бронзана статуа из IV вијека
- Археолошка изложба
- Природњачка колекција
- Археолошка изложба
- Иѕложбени простор музеја
- Археолошка изложба

## Археолошка изложба
Стална археолошка поставка, под називом Археолошки налази на тлу Семберије, отворена је за јавност 28. априла 1981. године. 
Археолошка збирка обухвата налазе од старијег неолита па до присуства Римског царства.
Археолошка изложба се налази у приземљу музеја и обухвата материјалне остатке цивилизације од неолита до касног средњег вијека. Ту је смјештена највећа и најзначајнија колекција средњовјековних натписа у Босни и Херцеговини и шире са 23 ћирилилична натписа на старословенском језику српске редакције.
Ту је и колекција римских камених споменика (Јупитеров жртвеник, камена посуда, двије фигуре лава, стела, статуете и друго) као и налази са најистраженијих средњовјековних локалитета регије као што су Јазбине у Батковићу и Остојићево.

## Историјска изложба
Историјска изложба музеја обухвата историјат Бијељине, почевши од првог помена насеља на овом мјесту (3. марта 1446. године) до 20. вијека.

## Етнолошка изложба
Етнолошка изложба обухвата предмете везане за народни живот села Семберије и староградску културу Бијељине.
Колекције су везане за људске дјелатности и начин живота Семберије
- градска и сеоска народна ношња
- занимања (обућарски, ковачки, терзијски, ужарски, ћурчијски, кујунџијски, пекарски и др.)
- приказ кућних предмета (посуђе, намјештај и др.)
- свакодневни предмети везани за обраду земље, сточарство, лов и риболов и др.
- колекција тканине, одјевних и украсних предмета

Плетење је било најзаступљенији вид кућне радиности.

## Умјетничка колекција
Колекција керамике Хамдије Ресића је колекција више од 150 посуђа сувенирског типа, прикупљених у периоду од 1929. до 1978. године. Колекција је откупљена 1980. године од др Хамдије Ресића, рођеног Бијељинца који је тада живио у Сарајеву. У колекцији су разно посуђе као што су тестије, лонци, ћупови, бардацим ибрици и сл. Као један од најзанимљивијих примјерака из колекције се издваја тродијелна посуда из Кине набављена 1966. године. У музеју је доступно јавности дио колекције.
Колекција таписерија Милице Зорић Чолаковић је збирка од 17 таписерија коју је умјетница завјештала Музеју Семберија.

## Природњачка колекција
Дио колекције презентован у оквиру дијела архелошке изложбе у приземљу музеја. 

## Легати Музеја Семберије
- Легат Родољуба Чолаковића и Милице Зорић

Посебно мјесто у фундусу Музеја Семберије припада легату Родољуба Чолаковића и његове супруге Милице Зорић, насталом у периоду 1980-1983-1989. године.
Садржај легата у музеју чине вриједне збирке
- преко три хиљаде књига,
- више стотина документарних фотографија, бројни фото-албуми,
- вриједни умјетнички предмети,
- колекцију стилског намјештаја,
- 17 вриједних таписерија Милице Зорић
- колекцију предмета од стакла и челика, која употпуњује амбијент ентеријера.

У оквиру легата налази се и здање Спомен-дома “Црвена правда” отворено 1982. године.
- Легат Љубице Јовичић-Станчић

Још давне 1980. године настаје њена прва донација Музеју Семберије. Новим поклонима из 1998. и 1999. године Љубица Јовичић-Станчић уписује се у историју Музеја као велика легаторка. Број преузетих разноврсних употребних и украсних предмета и библиотечких јединица прелази осам стотина.
Презентација сто педесет одабраних експоната из легата Љубице Јовичић-Станчић дио је сталне историјске поставке од 2005. године и представља драгоцјено свједочанство културне историје ширег географског и друштвеног миљеа у дугом периоду од краја 19. до краја 20. вијека.
- Легат Марије Рабреновић

Двије године након учешћа на Седмом бијељинском бијеналу (2006.), 2008. године, у истом простору је одржана велика ретроспективна изложба слика и других умјетничких радова Марије Рабреновић када ауторка Музеју Семберије у Бијељини поклања 20 вриједних слика и више десетина стаклених витража, накита и других предмета и тако се уписује у листу бијељинских легатора.
- Легат Радета Бјекића

У периоду 2003-2015. године Раде Бјекић поклања Музеју Семберије вриједан библиотечки фонд од преко 400 наслова, међу којима преовлађују енциклопедије, рјечници француског, енглеског, латинског и српско-хрватског језика. Бјекићева донација Музеју Семберије проширује се у овом периоду и на документарну и фото-грађу, колекцију старе штампе, те различите употребне предмете карактеристичне за период 60-тих и 70-тих година 20. вијека. Већ након првих донација музеју 2003. године, према уговору између дародавца и Музеја Семберије установљен је легат Радета Бјекића.

## Лапидариј и двориште музеја
Музеј има мало двориште иза зраде, зидом ограђеном од улице у којој се налази (пјешачке зоне) с којом је повезана вратима. У лапидаријуму се налазе камени споменици на отвореном са подручја надлежности музеја уз друге индустријске и војне предмете веће величине.

## Изложбе и манифестације Музеја Семберије у Бијељини
Традиционалне изложбе у Музеју су:
- Мајска смотра ликовног стваралаштва ученика (24. мај - 24. јун) која се одржава од 1993. године,
- Бијељинско бијенале (двогодишња смотра ликовног стваралаштва Бијељине и сусједних општина) од 1994. године,
- Пантелинска изложба из колекције старих бијењинских породица из историје знаменитих грађевина и значајних појединцаца
- Наградна изложба гусала (од 1995. године) током манифестације Вишњићеви дани (између 1. - 8. новембра)
- Ноћ музеја и сл.

Изложбене активности у Музеју Семберије обављају се по стаљеном плану од 10-так ауторских, повремених и гостујућих изложби годишње.

### Реализоване изложбе у музеју (извод из богате историје)
| Догађаји у Музеју Семберије у Бијељини | Догађаји у Музеју Семберије у Бијељини                                                           | Догађаји у Музеју Семберије у Бијељини |
| -------------------------------------- | ------------------------------------------------------------------------------------------------ | -------------------------------------- |
| Датум                                  | Догађај                                                                                          |                                        |
| 2025.                                  |                                                                                                  |                                        |
| 12.—22.03.2025.                        | Изложба слика Сасвим природна експресија ауторке Весне Тодоровић.                                |                                        |
| 2024.                                  |                                                                                                  |                                        |
| 17.12.—18.01.2025.                     | Трећа истраживачка авантура                                                                      |                                        |
| 11.12.                                 | Промоција књиге Одликовани и унапређени ЈВуО 1941-1945, аутора Верољуба Малетића и Дејана Ђерића |                                        |
| 10.12.                                 | Књижевно вече Удружења књижевника Републике Српске (УКРС) - подружница Бијељина                  |                                        |
|                                        |                                                                                                  |                                        |
|                                        |                                                                                                  |                                        |
| 2023.                                  |                                                                                                  |                                        |
| 01.12.-12.12.                          | Нити које повезују УЖИ ,,Инпулс                                                                  |                                        |
| 07.11. -29.11.                         | Изложба таписерија и цртежа Нит Катарине Аћимовић                                                |                                        |
| 06.11.-29.11.                          | Вишњићеви дани кроз вријеме и Семберске новине                                                   |                                        |
| 22.09.-09.11.                          | Звуци прошлости                                                                                  |                                        |
| 17.07.-05.08.                          | Археологија Балкана у фокусу                                                                     |                                        |
| 22.06.-14.07.                          | Мирна Јовановић, Запад у источном руху                                                           |                                        |
| 24.05.-20.06.                          | Мајска смотра ликовног стваралаштва ученика 30                                                   |                                        |
| 13.05.-22.05.                          | Изложба колекције маркица Предрага Лопандића                                                     |                                        |
| 13.05.                                 | Ноћ Музеја (15. пут)                                                                             |                                        |
| 12.04.-03.05.                          | Васкршња изложба ЛК Свети Лука                                                                   |                                        |
| 15.03.-08.04.                          | Концертне фотографије                                                                            |                                        |
| 15.02. -10.03.                         | Изложба Милица Бабић Андрић                                                                      |                                        |
| 15.12.2022.–15.01.                     | Истраживачка авантура                                                                            |                                        |
| 2012.                                  |                                                                                                  |                                        |
| 20 - 31. 12.                           | Петнаест година НВО Помоћ за млади живот                                                         |                                        |
| 28. 11. - 10. 12.                      | Културно памћење - благо које нестаје, гостујућа изложба                                         |                                        |
| 6.-26. 11.                             | Изложба традиционалних и умјетничких заната града Ниша, гостујућа изложба                        |                                        |
| 24. 9. - 5. 11.                        | Поводом 20 година развоја трговине у Бијељини (1992-2012.)                                       |                                        |
|                                        | Двадесет година развоја туризма и угоститељства у Семберији (1992-2012.)                         |                                        |
| 27. 7. - 7. 8.                         | Радови учесника Љетње школе умјетничких заната                                                   |                                        |
| 28. 6. - 26. 7.                        | Бијељинско бијенале (10)                                                                         |                                        |
| 24. 5. - 24. 6.                        | Мајска смотра ликовног стваралаштва ученика (20)                                                 |                                        |
| 19. 5.                                 | Изложба за Ноћ музеја Панои СШ                                                                   |                                        |
| 3-18. 5.                               | Народна скупштина РС 1991-2001., гостујућа изложба                                               |                                        |
| 11-27. 4. 2                            | Срби у 20. в. на простору Сарајева и околине                                                     |                                        |
| 15. 3. - 7. 4.                         | Историјат политичког живота у Семберији 1990-2010                                                |                                        |
| 26. 01. - 10. 03.                      | Изложба Еко-пута Заштитимо планету...                                                            |                                        |
| 2011.                                  |                                                                                                  |                                        |
| 1.- 31. 12.                            | Стјепан Тонковић (изложба слика побједника бијенала)                                             |                                        |
| 23. 10.-23. 11.                        | Поклони и аквизиције музеја Семберије                                                            |                                        |
| 23. 9. - 23. 10.                       | Руски емигранти у културној историји бијељинског субрегиона                                      |                                        |
| 8. 8. - 20.9.                          | Колекција старина бијељинског колекционара Слађана Микића                                        |                                        |
| 14. 07. – 05. 08.                      | Каравласи у Семберији                                                                            |                                        |
| 24. 05. - 24. 06.                      | Мајска смотра ликовног стваралаштва ученика (19)                                                 |                                        |
| 14. 05.                                | Das ist Bijeljina (изложба фотографија фасада), за Ноћ музеја                                    |                                        |
| 07. 03.- 07. 04.                       | Из историје Семберије - сјећања на изузетне жене                                                 |                                        |
| 02. 02.- 02. 03.                       | Поплаве у прошлости Семберије                                                                    |                                        |
|                                        |                                                                                                  |                                        |
|                                        |                                                                                                  |                                        |
|                                        |                                                                                                  |                                        |
|                                        |                                                                                                  |                                        |
|                                        |                                                                                                  |                                        |

Ту је и учешће на манифестацијама: Вуков сабор у Лозници, Кнежеви дани у Поповима, Дани поврћа у Црњелову, Сајам шљиве у Угљевику, Сајам пољопривреде у Бијељини, Златни котлић, Ликовна колонија Илијашана, Фестивал изворне музике.

## Одабрани пројекти
- Током три године сарадње са Музејом Козаре у Приједору реализована је дјелимична обнова и ревитализација музејске поставке Козара у НОР-у у оквиру Националног парка Козара.
- Археолошко ископавање на локалитету Мухарине код Пољопривредног добра у Новом Селу гдје је 2018. године пронађен мушки скелет стар 2.500 година, као и један женски из средњег вијека.[56]

## Издавачка дјелатност
У музеју Семберије се налазила редакција Гласника удружења музејских радника РС јединог часописа те врсте код нас, а 2011. године публикован је број 8, у тиражу од 300 примјерака.

## Информације за посјетиоце
Посјете музеју су омогућене сваког радног дана од 7.00 до 16.00 часова, осим сриједом када музеј ради до 20.00 часова, а суботом од 10.00 до 14.00 часова. Недјељом је музеј затворен.
Улаз је бесплатан за све посјетиоце.
Приземље Музеја је посвијећено сталној поставци археолошке и историјске збирке уз канцеларије и приступ Спомен соби, са лијеве стране. У великој сали на лијеву страну је простор намјењен за привремене изложбе и манифестације По улазу у Музеј посјетиоцима је доступно ограничено подручје за одмор и интеракцију са инфопростором и књигом утисака. Насупрот улазу су и степенције за спрат зграде.
Приземље и спрат зграде су повезани степеницама. 
Спрат Музеја није доступан особама са инвалидима.
На спрату Музеја су двије велике просторије и припадајућем ходнику посвијећено етнолошком одјељењу и легатима са умјетничким колекцијама и историјским артефактима.
Двориште музеја је уређено као лапидаријум, приступ од пјешачке зоне иза зграде. Улаз је бесплатан за све посјетиоце и доступан је стално.

## Галерија

### Музеј Семберије у Бијељини
- Изглед Музеја Семберије у Бијељини

- Изглед лапидаријума Музеја Семберије у Бијељини